# Aname frostorum
Espèce
Aname frostorum est une espèce d'araignées mygalomorphes de la famille des Anamidae.

## Distribution
Cette espèce est endémique du Pilbara en Australie-Occidentale,. Elle se rencontre vers Whim Creek.

## Description
Le mâle holotype mesure 12,90 mm, la carapace du mâle holotype mesure 5,13 mm de long sur 4,00 mm et l'abdomen 4,88 mm de long sur 3,63 mm.

## Étymologie
Cette espèce est nommée en l'honneur de Jillian, Simon, Nina, Clara et Annabel Frost.

## Publication originale
- Castalanelli, Framenau, Huey, Hillyer & Harvey, 2020 : New species of the open-holed trapdoor spider genus Aname (Araneae: Mygalomorphae: Anamidae) from arid Western Australia. » Journal of Arachnology, vol. 48, no 2, p. 169-213.